# Munronia
Munronia es  un género de árboles con 23 especies descritas y de estas, solo 5 aceptadas, pertenecientes a la familia Meliaceae. Es originario de Madagascar.

## Taxonomía
El género fue descrito por Robert Wight y publicado en Icones Plantarum Indiae Orientalis 1: 147, pl. 54. 1839. La especie tipo es: Munronia pumila Wight.

## Algunas especies aceptadas
A continuación se brinda un listado de las especies del género Munronia aceptadas hasta enero de 2013, ordenadas alfabéticamente. Para cada una se indica el nombre binomial seguido del autor, abreviado según las convenciones y usos.
- Munronia pinnata (Wall.) W. Theob.
- Munronia unifoliolata Oliv.